# Дуарте, Диего (парагвайский футболист)
Диего Ариэль Дуарте Гарсете (исп. Diego Ariel Duarte Garcete; род. 8 апреля 2002, Асунсьон) — парагвайский футболист, нападающий клуба «Насьональ».

## Клубная карьера
Дуарте — воспитанник клуба «Олимпия». 23 июля 2020 года в матче против «Спортиво Лукеньо» он дебютировал в парагвайской Примере. В своём дебютном сезоне Диего стал чемпионом Парагвая. В начале 2023 года Дуарте на правах аренды перешёл в «Спортиво Амелиано». 29 января в матче против «Серро Портеньо» он дебютировал за новый клуб. 22 мая в поединке против «Гвайреньи» Диего забил свой первый гол за «Спортиво Амелиано».
В начале 2024 года Дуарте был арендован столичным «Насьоналем». 19 января в матче против «Спортиво Амелиано» он дебютировал за новый клуб. 16 февраля в поединке Кубка Либертадорес против эквадорского «Аукаса» Диего забил свой первый гол за «Насьональ».

## Международная карьера
В 2019 году в составе юношеской сборной Парагвая Дуарте принял участие в юношеском чемпионате Южной Америке в Перу. На турнире он сыграл в матчах против команд Колумбии, Эквадора, Бразилии, Перу, Чили, а также дважды Уругвая и Аргентины. В поединках против уругвайцев и колумбийцев Диего забил по голу.
В том же году Дуарте принял участие в юношеском чемпионате мира в Бразилии. На турнире он сыграл в матчах против команд Мексики, Соломоновых Островов, Аргентины и Нидерландов. В каждом из этих поединков Диего забил по голу.

## Достижения
Клубные
 «Олимпия»
- Победитель парагвайской Примеры — Клаусура 2020